# 克雷西库韦
克雷西库韦（法語：Crécy-Couvé，法語發音：[kʁesi kuve]）是法国厄尔-卢瓦省的一个市镇，属于德勒区。

## 地理
克雷西库韦（48°40'9"N, 1°16'53"E）面积6.65 平方千米，位于法国中央-卢瓦尔河谷大区厄尔-卢瓦省，该省份为法国北部内陆省份，北起顺时针与厄尔省、伊夫林省、埃松省、卢瓦雷省、卢瓦-谢尔省、萨尔特省和奧恩省接壤。
与克雷西库韦接壤的市镇（或旧市镇、城区）包括：特雷翁、欧奈苏克雷西、索尔尼耶尔。

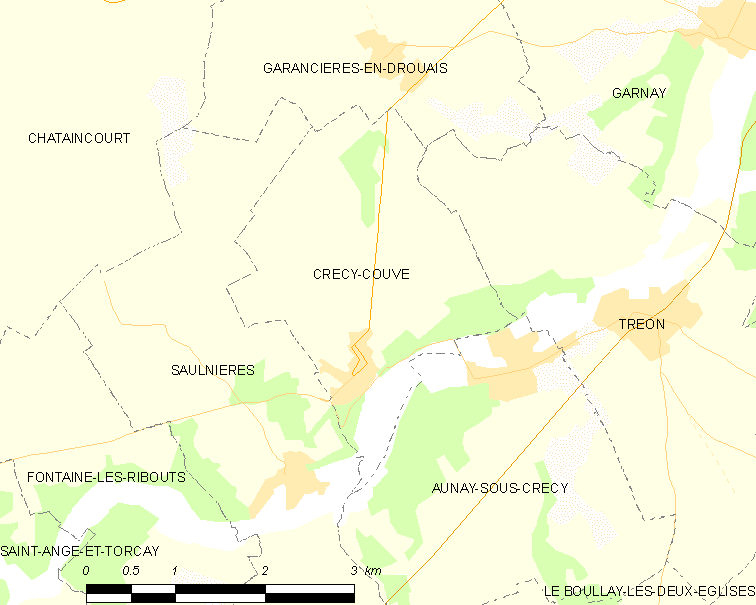
克雷西库韦的OSM定位图

克雷西库韦的时区为UTC+01:00、UTC+02:00（夏令时）。

## 行政
克雷西库韦的邮政编码为28500，INSEE市镇编码为28117。

## 政治
克雷西库韦所属的省级选区为德勒第一县。

## 人口

1962-2008年间克雷西库韦人口变化图示

克雷西库韦于2022年1月1日时的人口数量为263人。